# Прецакани
„Прецакани“ (на английски: Screwed) е американски комедиен филм от 2000 година, написан и режисиран от Скот Александър и Лари Карашевски. Във филма участват Норм Макдоналд, Дейв Чапел, Дани Де Вито, Илейн Стрич, Даниел Бензали, Сара Силвърман и Шърман Хемсли. Филмът е пуснат на 12 май 2000 г. от Universal Pictures.

## Актьорски състав
| Актьор         | Роля              |
| -------------- | ----------------- |
| Норм Макдоналд | Уилярд Филмор     |
| Дейв Чапел     | Ръсти П. Хейс     |
| Дани Де Вито   | Гроувър Клийвър   |
| Илейн Стрич    | Вирджиния Крок    |
| Даниел Бензали | Детектив Том Дюи  |
| Сара Силвърман | Хилари            |
| Шърман Хемсли  | Чип Осуолд        |
| Малкълм Стюарт | Роджър            |
| Локлин Мънро   | Полицай Ричардсън |

## В България
В България филмът е издаден на VHS от Александра Видео на 11 април 2001 г.